# Adidas Tricolore

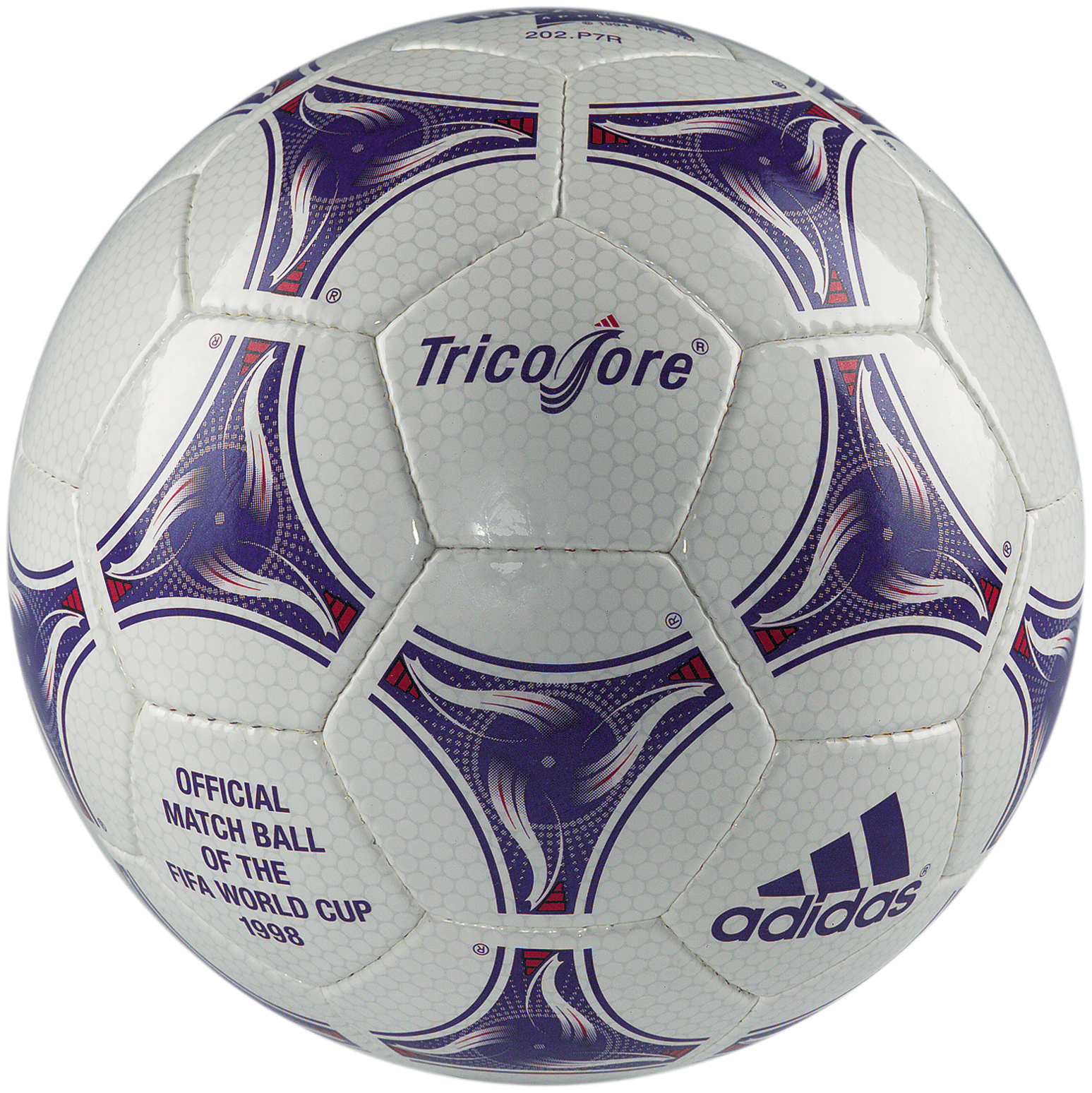
De Adidas Tricolore (editie WK 1998)

De Tricolore was de officiële wedstrijdbal tijdens het FIFA-wereldkampioenschap voetbal 1998 in Frankrijk. Hij werd ontworpen en gemaakt door Adidas. De naam en kleuren van de bal verwezen naar het gastland Frankrijk.